# 執行部
執行部（しっこうぶ）とは、政党・労働組合などの団体や国・地方自治体などに設けられる執行機関について、その機関の名称に関わらず使用される総称である。意思決定機関（大会、議会）によって議決された事項の執行に責任を持つ。実際に執行あるいは組織指導をしている要職者に対して用いられることが多い。

## 政党の執行部
日本の政党における執行部は、普通は党首および党三役と呼ばれる役職者を中心とした最高幹部たちのことを指すが、場合によって役員会のメンバーや、まれに中級幹部までを含めた広い概念を意味することもある。
以下に主な日本の政党の執行部主要メンバーを挙げる（2025年8月現在）。
自由民主党
- 総裁 石破茂
- 最高顧問 麻生太郎
- 副総裁 菅義偉
- 幹事長 森山裕
- 総務会長 鈴木俊一
- 政務調査会長 小野寺五典
- 選挙対策委員長 木原誠二
- 国会対策委員長 坂本哲志

立憲民主党
- 代表 野田佳彦
- 代表代行 長妻昭、辻元清美 （参議院） 、大串博志
- 幹事長 小川淳也
- 常任幹事会議長 菊田真紀子
- 政務調査会長 重徳和彦
- 国会対策委員長 笠浩史
- 選挙対策委員長 大串博志

日本維新の会
- 代表 吉村洋文（大阪府知事）
- 共同代表・国会議員団代表 藤田文武
- 幹事長 中司宏
- 政務調査会長 斎藤アレックス
- 総務会長 高木佳保里

国民民主党
- 代表 玉木雄一郎
- 代表代行・国会対策委員長 古川元久
- 幹事長 榛葉賀津也（参議院）
- 政務調査会長 浜口誠 （参議院）
- 選挙対策委員長 浜野喜史 （参議院）

公明党
- 代表 斉藤鉄夫
- 代表代行 竹谷とし子 （参議院）
- 幹事長 西田実仁（参議院）
- 政務調査会長 岡本三成
- 中央幹事会会長 赤羽一嘉
- 国会対策委員長 佐藤英道
- 選挙対策委員長 三浦信祐 （参議院）

参政党
- 代表・事務局長 神谷宗幣 (参議院)　
- 副代表・副事務局長 川裕一郎 (前石川県議会議員)　
- ボードメンバー 鈴木敦、北野裕子、吉川里奈
- 国会議員団幹事長・政務調査会長 安藤裕 (参議院)

れいわ新選組
- 代表・選挙対策委員長 山本太郎（参議院）
- 共同代表・政策審議会長 大石晃子
- 共同代表 櫛渕万里
- 副代表 木村英子（参議院）、多ヶ谷亮
- 幹事長 高井崇志
- 国会対策委員長 山川仁

日本共産党
- 中央委員会議長 志位和夫
- 中央委員会幹部会委員長 田村智子 （参議院）
- 中央委員会書記局長 小池晃（参議院）
- 中央委員会政策委員長 山添拓 （参議院）

日本保守党
- 代表 百田尚樹（参議院）
- 共同代表 河村たかし
- 事務局長 有本香（非議員）

社会民主党
- 党首 福島瑞穂（参議院）
- 副党首・政策審議会長・国会対策委員長 新垣邦男
- 副党首 大椿裕子（前参議院議員）
- 幹事長・選挙対策委員長 服部良一（元衆議院議員）

チームみらい
- 党首 安野貴博（参議院）
- 幹事長 高山聡史（非議員）
- 選挙対策委員長 須田英太郎（非議員）

## その他の執行部
地方議会等においては、執行機関（知事・市町村長）を「執行部」と呼ぶ。